# Exalbidion
Exalbidion is een geslacht van spinnen uit de familie van de Theridiidae (kogelspinnen).

## Soorten
- Exalbidion barroanum (Levi, 1959)
- Exalbidion dotanum (Banks, 1914)
- Exalbidion pallisterorum (Levi, 1959)
- Exalbidion rufipunctum (Levi, 1959)
- Exalbidion sexmaculatum (Keyserling, 1884)